# شهریار (کتاب سانسوم)
شهریار (انگلیسی: Sovereign) داستان تاریخی با محوریت دوره تودور انگلستان است که توسط کریستوفر جان سانسوم به رشته تحریر درآمده است.